# Judy Dater
Judith Rose Dater (21 juin 1941) est une photographe et féministe américaine. Elle est notamment connue pour sa photo, Imogen and Twinka at Yosemite (en), prise en 1974. Ses photos, comme ses autoportraits, ont été exposées au musée Paul Getty à Los Angeles.

## Biographie
Judith Rose Dater est née en 1941 à Hollywood  et a grandi à Los Angeles. Son père possédait un cinéma, ce qui explique peut-être pourquoi les films étaient pour elle un moyen à travers lequel elle voyait le monde et aussi une inspiration pour ses photos. Elle a étudié l’art à la Université de Californie à Los Angeles (UCLA), de 1959 à 1962, avant de partir pour San Francisco où elle obtient sa licence en 1963 et son master en 1966, tous deux à l'Université d'État de San Francisco. C’est là-bas qu’elle a, pour la première fois étudié la photographie avec Jack Welpott, avec qui elle se mariera plus tard. En 1975, ils publient conjointement un travail, du nom de Women and Other Visions. Ils se séparent en 1977.
En 1964, Judy Dater rencontre la photographe Imogen Cunningham dans un atelier sur la ville et le travail de Edward Weston à Big Sur Hot Springs, qui deviendra plus tard l'Institut Esalen. Judy Dater a été très inspirée par la vie et le travail de Cunningham. Elles partageaient un intérêt dans les portraits et sont restés amies jusqu’à la mort de Cunningham en 1976. Trois ans plus tard, Judy Dater publie Imogen Cunningham : A Portrait, où on pouvait trouver des interviews avec beaucoup de photographies contemporaines de Cunningham, d’amis et de famille, accompagné de ses photographies. Judy Dater est devenue membre de la communauté de la west coast school photography, principalement représenté par les photographes Ansel Adams, Brett Weston, Wynn Bullock et Imogen Cunningham. Ils étaient tous intéressés par son travail et l’ont encouragé à poursuivre un parcours de photographe.
Une de ses photos, prise en 1974, est particulièrement connue :  Imogen and Twinka at Yosemite (en). Sur cette photo on peut voir Imogen Cunningham qui est l'une des premières femmes photographes américaines, faire la rencontre d'une nymphe des bois de Yosemite. La nymphe représente le modèle d'art Twinka Thiebaud (en). La photo a été publiée dans le numéro 1976 du Life magazine dont le sujet était les 200 premières femmes d'Amérique,. 
Judy Dater est aussi connue pour ses autoportraits. Elle crée souvent des caractères incarnant les préoccupations conscientes et inconscientes que les femmes ont. Ses séries d’autoportrait comprennent des œuvres comme Ms Cling Free et Leopard Woman. Elle réalise aussi le portrait d’autres femmes, en utilisant la lumière naturelle. Elle ne travaille que dans la photographie en noir et blanc, jusqu’en 1979 où elle commence à utiliser des couleurs.
Elle a écrit d'autres ouvrages, notamment Judy Dater : Twenty Years (1986), Body and Soul (1988) and Cycles (Japanese version : 1992, American version 1994). Elle a reçu la Bourse Guggenheim en 1978. Elle a également reçu deux bourses individuelles de la National Endowment for the Arts (NEA) en 1976 et en 1988.
Judith Dater vie  à Berkeley en Californie, avec son mari Jack B. von Euw. Sa carrière  longue et variée, combine l’enseignement, la création de livres, les voyages à l’étranger et la direction d’ateliers, la réalisation d’estampes, de vidéos et de photographies en permanence.

## Photographie
Judy Dater a utilisé la photographie comme un instrument pour contester les conceptions traditionnelles du corps féminin. Ses premiers travaux ont été parallèles à l’émergence du mouvement féministe et son travail y est fortement associé. À une époque où la nudité frontale féminine était considérée comme risquée, elle repousse les limites en prenant des photographies de femme dénudée, avec comme modèle, dans de nombreux cas, elle-même. Elle a expérimenté une variété de compositions au fur et à mesure que sa carrière se développait. Ses photographies, et en particulier, ses portraits (dans lesquels elle se spécialise) sont pris en noir et blanc, et en couleur. Elle a pris des portraits dans le désert du Sud-Ouest et s'est également moqué des stéréotypes. Ainsi, son portrait de 1982, « Ms. Clingfree » lamontre  poser avec un assortiment de produits de nettoyage.
Elle a été influencée par le croisement entre la photographie et le féminisme, et par la deuxième vague du féminisme qui a commencé dans les années 1960 et s’est terminé dans les années 1980. Dans les années 1980, les avancées du mouvement des femmes ont commencé à ralentir, et beaucoup de féministes se sont découragées avec la poursuite des attitudes et des comportements sexistes. Grâce à sa photographie et son sens personnel du style, Dater a su dépasser les valeurs conservatives qui revenaient en force et a pu transmettre efficacement son point de vue à son public.
Une de ses célèbres séquences photographiques prises dans les années 1980, connue sous le nom de Self-Portraiture sequence, exploitait des thèmes tels que l’identité, le féminisme et le lien humain avec la nature. Elle a su transmettre, à travers sa photographie, les histoires de la vie de la femme, les relations et les émotions personnelles. Comme, dans sa photo du nom de My Hands, Death Valley, Judy Dater évoque le thème du féminisme à travers le placement des mains de l’artiste sur la vitre de la voiture. Ses mains sont froissées, ce qui est un signe de vieillissement. Le thème de l’identité personnelle est exploré, en relation avec ce thème du féminisme. L’arrière-plan est la Vallée de la Mort, il y a de la brume, les motifs sont secs, ses mains sont altérées, et elle essaie de forcer la fenêtre d’une voiture.

## Ouvrages
- Women and other visions, avec Jack Welpott, préf. de Henry Holmes Smith, New York, Morgan and Morgan, 1975.
- Imogen Cunningham: a portrait, Londres, Gordon Fraser, 1979.
- Judy Dater Twenty Years Tucson (AZ), University of Arizona Press, 1986.
- Cycles, Tokyo, Kodansha, 1992.